# Kuna belica
Kuna belica (lat. Martes foina) je vrsta kune čije je prirodno stanište u velikom delu Evrope i centralne Azije, mada je uspostavila divlju populaciju u Severnoj Americi. IUCN je navodi kao vrstu sa najmanjom zabrinutosti zbog njene široke rasprostranjenosti, velikih populacija i prisustva u velikom broju zaštićenih područja.  Ova vrsta je jako slična kuni zlatici, ali se od nje razlikuje po svojoj manjoj veličini i po tome što preferiraju drugačija staništa. Iako je kuna zlatica specijalista za šume, kuna belica je prilagodljivija vrsta, a javlja se u brojnim otvorenim i šumskim staništima.

## Opis
Kuna belica je površno slična kuni zlatici, ali ima nešto duži rep, izduženiju glavu i ima kraće, zaobljenije i široko razmaknute uši. Nos im je takođe svetlo braon ili sive boje, dok je kod kune zlatice tamno crne ili sivkasto-crne.  Noge im nisu tako gusto pokrivene krznom kao kod kune zlatice, a jastučići na šapama ostaju vidljivi i zimi. Zbog kraćih udova način kretanja kune belice razlikuje se od kune zlatice.
Lobanja im je slična kao kod kune zlatice, ali se razlikuje u kraćem području lica, iskrivljenijem profilu, većim karnesijima i manjim kutnjacima. Penis kune belice je veći nego kod kune zlatice, toliko da veličina kosti penisa mlade kune belice često prevazilazi veličinu kod odrasle kune zlatice. Mužjaci su dugi 430–590 mm, a ženke 380–470 mm. Rep meri 250–320 mm kod mužjaka i 230–275 mm kod ženki. Mužjaci teže 1,7–1,8 kg zimi i 2–1,1 kg leti, dok ženke zimi teže 1,1–1,3 kg, a leti 1,4–1,5 kg.

## Ponašanje
Kuna belica je uglavnom noćna životinja. Posebno je aktivan pod mesečinom. Budući da je kopnena životinja više od kune zlatice, kuna belica je manje arborealna u svojim navikama, iako mogu biti vešti penjači u oblastima sa velikim šumama. Vešt je plivač, a povremeno može biti aktivan i tokom dnevnih sati, posebno tokom leta, kada su noći kratke. Obično lovi na zemlji. Za vreme obilnih snežnih padavina kuna belica se kreće stazama koje prave zečevi.

## Ishrana
Ishrana kune belice uključuje mnogo veću količinu biljne hrane nego što je to kod kune zlatice. Biljna hrana koju jede kuna belica uključuje trešnje, jabuke, kruške, šljive, paradajz, grožđe, maline. Ishrana biljnom hranom obično preovlađuje tokom zimskih meseci. Takođe jedu i pacove, miševe i piliće. Među vrstama ptica koje kune belice love preovlađuju vrapci, mada love jarebice. Kuna belica voli  da pljačka gnezda ptica ubijajući roditelje zajedno sa mladuncima. Iako retko napadaju perad, neke jedinke mogu postati specijalizovani lovci na živinu, čak i kada postoji obilje divljeg plena.  Mužjaci imaju tendenciju da napadaju krupni, živi plen više od ženki, koje se hrane malim plenom i leševima sa većom učestalošću.